# Finais da NBA de 2019
As Finais da NBA de 2019 é a série final do campeonato dos playoffs de 2019 da National Basketball Association (NBA) para determinar o campeão da temporada 2018–19 . 
Nas finais, os campeões da Conferência Leste, o Toronto Raptors, enfrentaram os campeões da Conferência Oeste, o Golden State Warriors . A série "melhor de sete" começou em 30 de maio, com o sétimo e último jogo, se necessário, em 16 de junho.  Os Raptors venceram a série por 4–2 em 13 de junho, conquistando o primeiro título da história da franquia.

## Background

### Golden State Warriors
Os Warriors terminaram a temporada regular de 2018-19 com um recorde de 57-25, vencendo a Divisão do Pacífico e assegurando a 1ª semente na Conferência Oeste. Durante uma derrota de prorrogação para o Los Angeles Clippers em novembro, Draymond Green amaldiçoou o companheiro de equipe Kevin Durant, que se tornou um agente livre após a temporada, e ele foi suspenso pela muito divulgada explosão.  

### Toronto Raptors
Durante a offseason, os Raptors demitiram o treinador Dwayne Casey e substituíram-no por Nick Nurse . Eles também trocaram DeMar DeRozan e Jakob Pöltl por Kawhi Leonard e Danny Green . Leonard, que disputou apenas nove jogos pelo San Antonio Spurs em 2017-18 devido a uma tendinopatia no quadríceps esquerdo, tornou a temporada saudável e foi sistematicamente descansado por 22 jogos. Durante a temporada, Toronto também convocou Jonas Valanciunas para Marc Gasol . 

## Série de finais da NBA
Todos os horários estão no Horário de Verão Oriental ( UTC − 4 )
| Jogo   | Data                 | Visitante             | Result ado    | Mandante              |
| ------ | -------------------- | --------------------- | ------------- | --------------------- |
| Jogo 1 | Quinta, 30 de maio   | Golden State Warriors | 109–118 (0–1) | Toronto Raptors       |
| Jogo 2 | Domingo, 2 de junho  | Golden State Warriors | 109–104 (1–1) | Toronto Raptors       |
| Jogo 3 | Quarta, 5 de junho   | Toronto Raptors       | 123–109 (2–1) | Golden State Warriors |
| Jogo 4 | Sexta, 7 de junho    | Toronto Raptors       | 105–92 (3–1)  | Golden State Warriors |
| Jogo 5 | Segunda, 10 de junho | Golden State Warriors | 106–105 (2–3) | Toronto Raptors       |
| Jogo 6 | Quinta, 13 de junho  | Toronto Raptors       | 114–110 (4–2) | Golden State Warriors |

### Jogo 1
| 30 de maio 9:00 pm | Box score | Golden State Warriors 109, Toronto Raptors 118                        | Golden State Warriors 109, Toronto Raptors 118 | Golden State Warriors 109, Toronto Raptors 118                        |  | Scotiabank Arena, Toronto, Ontario Público: 19,983 Árbitros: James Capers, Jason Phillips, John Goble | SN/Citytv, RDS, ABC |
| 30 de maio 9:00 pm | Box score | Placar por quarto: 21–25, 28–34, 32–29, 28–30                         |                                                |                                                                       |  | Scotiabank Arena, Toronto, Ontario Público: 19,983 Árbitros: James Capers, Jason Phillips, John Goble | SN/Citytv, RDS, ABC |
| 30 de maio 9:00 pm | Box score | Pts: Stephen Curry 34 Rbts: Draymond Green 10 Asts: Draymond Green 10 |                                                | Pts: Pascal Siakam 32 Rbts: Leonard, Siakam 8 each Asts: Kyle Lowry 9 |  | Scotiabank Arena, Toronto, Ontario Público: 19,983 Árbitros: James Capers, Jason Phillips, John Goble | SN/Citytv, RDS, ABC |
| 30 de maio 9:00 pm | Box score | Toronto lidera a série, 1–0                                           |                                                |                                                                       |  | Scotiabank Arena, Toronto, Ontario Público: 19,983 Árbitros: James Capers, Jason Phillips, John Goble | SN/Citytv, RDS, ABC |

### Jogo 2
| 2 de junho 8:00 pm | Box score | Golden State Warriors 109, Toronto Raptors 104                            | Golden State Warriors 109, Toronto Raptors 104 | Golden State Warriors 109, Toronto Raptors 104                     |  | Scotiabank Arena, Toronto, Ontario Público: 20,014 Árbitros: Scott Foster, Tony Brothers, Ed Malloy | TSN/CTV 2, RDS, ABC |
| 2 de junho 8:00 pm | Box score | Placar por quarto: 26–27, 28–32, 34–21, 21–24                             |                                                |                                                                    |  | Scotiabank Arena, Toronto, Ontario Público: 20,014 Árbitros: Scott Foster, Tony Brothers, Ed Malloy | TSN/CTV 2, RDS, ABC |
| 2 de junho 8:00 pm | Box score | Pts: Klay Thompson 25 Rbts: Cousins, Green 10 each Asts: Draymond Green 9 |                                                | Pts: Kawhi Leonard 34 Rbts: Kawhi Leonard 14 Asts: Pascal Siakam 4 |  | Scotiabank Arena, Toronto, Ontario Público: 20,014 Árbitros: Scott Foster, Tony Brothers, Ed Malloy | TSN/CTV 2, RDS, ABC |
| 2 de junho 8:00 pm | Box score | Série empatada, 1–1                                                       |                                                |                                                                    |  | Scotiabank Arena, Toronto, Ontario Público: 20,014 Árbitros: Scott Foster, Tony Brothers, Ed Malloy | TSN/CTV 2, RDS, ABC |

### Jogo 3
| 5 de junho 9:00 pm | Box score | Toronto Raptors 123, Golden State Warriors 109                 | Toronto Raptors 123, Golden State Warriors 109 | Toronto Raptors 123, Golden State Warriors 109                    |  | Oracle Arena, Oakland, California Público: 19,596 Árbitros: Marc Davis, David Guthrie, Kane Fitzgerald | SN/Citytv, RDS, ABC |
| 5 de junho 9:00 pm | Box score | Placar por quarto: 36–29, 24–23, 36–31, 27–26                  |                                                |                                                                   |  | Oracle Arena, Oakland, California Público: 19,596 Árbitros: Marc Davis, David Guthrie, Kane Fitzgerald | SN/Citytv, RDS, ABC |
| 5 de junho 9:00 pm | Box score | Pts: Kawhi Leonard 30 Rbts: Pascal Siakam 9 Asts: Kyle Lowry 9 |                                                | Pts: Stephen Curry 47 Rbts: Stephen Curry 8 Asts: Stephen Curry 7 |  | Oracle Arena, Oakland, California Público: 19,596 Árbitros: Marc Davis, David Guthrie, Kane Fitzgerald | SN/Citytv, RDS, ABC |
| 5 de junho 9:00 pm | Box score | Toronto lidera a série, 2–1                                    |                                                |                                                                   |  | Oracle Arena, Oakland, California Público: 19,596 Árbitros: Marc Davis, David Guthrie, Kane Fitzgerald | SN/Citytv, RDS, ABC |

### Jogo 4
| 7 de junho 9:00 pm | Box score | Toronto Raptors 105, Golden State Warriors 92                   | Toronto Raptors 105, Golden State Warriors 92 | Toronto Raptors 105, Golden State Warriors 92                        |  | Oracle Arena, Oakland, California Público: 19,596 Árbitros: Mike Callahan, Zach Zarba, Eric Lewis | TSN/CTV 2, RDS, ABC |
| 7 de junho 9:00 pm | Box score | Placar por quarto: 17–23, 25–23, 37–21, 26–25                   |                                               |                                                                      |  | Oracle Arena, Oakland, California Público: 19,596 Árbitros: Mike Callahan, Zach Zarba, Eric Lewis | TSN/CTV 2, RDS, ABC |
| 7 de junho 9:00 pm | Box score | Pts: Kawhi Leonard 36 Rbts: Kawhi Leonard 12 Asts: Kyle Lowry 7 |                                               | Pts: Klay Thompson 28 Rbts: Draymond Green 9 Asts: Draymond Green 12 |  | Oracle Arena, Oakland, California Público: 19,596 Árbitros: Mike Callahan, Zach Zarba, Eric Lewis | TSN/CTV 2, RDS, ABC |
| 7 de junho 9:00 pm | Box score | Toronto lidera a série, 3–1                                     |                                               |                                                                      |  | Oracle Arena, Oakland, California Público: 19,596 Árbitros: Mike Callahan, Zach Zarba, Eric Lewis | TSN/CTV 2, RDS, ABC |

### Jogo 5
| 10 de junho 9:00pm | Box score | Golden State Warriors 106, Toronto Raptors 105                       | Golden State Warriors 106, Toronto Raptors 105 | Golden State Warriors 106, Toronto Raptors 105                           |  | Scotiabank Arena, Toronto, Ontario Público: 20,144 Árbitros: James Capers, Jason Phillips, Ed Malloy | SN/Citytv, RDS, ABC |
| 10 de junho 9:00pm | Box score | Placar por quarto: 34–28, 28–28, 22–22, 22–27                        |                                                |                                                                          |  | Scotiabank Arena, Toronto, Ontario Público: 20,144 Árbitros: James Capers, Jason Phillips, Ed Malloy | SN/Citytv, RDS, ABC |
| 10 de junho 9:00pm | Box score | Pts: Stephen Curry 31 Rbts: Draymond Green 10 Asts: Draymond Green 8 |                                                | Pts: Kawhi Leonard 26 Rbts: Kawhi Leonard 12 Asts: Leonard, Lowry 6 each |  | Scotiabank Arena, Toronto, Ontario Público: 20,144 Árbitros: James Capers, Jason Phillips, Ed Malloy | SN/Citytv, RDS, ABC |
| 10 de junho 9:00pm | Box score | Toronto lidera a série, 3–2                                          |                                                |                                                                          |  | Scotiabank Arena, Toronto, Ontario Público: 20,144 Árbitros: James Capers, Jason Phillips, Ed Malloy | SN/Citytv, RDS, ABC |

### Jogo 6
| 13 de junho 9:00pm | Box score | Toronto Raptors 114, Golden State Warriors 110                        | Toronto Raptors 114, Golden State Warriors 110 | Toronto Raptors 114, Golden State Warriors 110                        |  | Oracle Arena, Oakland, California Público: 19,596 Árbitros: Marc Davis, David Guthrie, John Goble | TSN/CTV, RDS, ABC |
| 13 de junho 9:00pm | Box score | Placar por quarto: 33–32, 27–25, 26–31, 28–22                         |                                                |                                                                       |  | Oracle Arena, Oakland, California Público: 19,596 Árbitros: Marc Davis, David Guthrie, John Goble | TSN/CTV, RDS, ABC |
| 13 de junho 9:00pm | Box score | Pts: Siakam, Lowry 26 each Rbts: Pascal Siakam 10 Asts: Kyle Lowry 10 |                                                | Pts: Klay Thompson 30 Rbts: Draymond Green 19 Asts: Draymond Green 13 |  | Oracle Arena, Oakland, California Público: 19,596 Árbitros: Marc Davis, David Guthrie, John Goble | TSN/CTV, RDS, ABC |
| 13 de junho 9:00pm | Box score | Toronto vence a série por 4–2                                         |                                                |                                                                       |  | Oracle Arena, Oakland, California Público: 19,596 Árbitros: Marc Davis, David Guthrie, John Goble | TSN/CTV, RDS, ABC |